# چئونگوسان
چئونگوسان (به لاتین: Cheongusan) یک کوه در کره جنوبی است که در کره جنوبی واقع شده‌است. چئونگوسان ۶۱۹ متر بالاتر از سطح دریا واقع شده‌است.